# Tipski rod
Tipski rod – u biološkoj klasifikaciji, posebno u zoologiji – je rod koji definiša biološku porodicu i predstavlja koren njenog imena.

## Zoološka nomenklatura
Prema Međunarodnom kodeksu zoološke nomenklature: "Ime koje nosi nominalna porodična grupa taksona potiče od nominalnog roda pod nazivom 'tipski rod'; porodično ime grupe zasniva se na tom tipskom rodu."
Bilo koja porodična grupa mora imati tipski rod (i bilo koje ime grupe u rodu mora imati tipsku vrstu, ali ime bilo koje grupe u vrsti može, ali ne mora, imati jedan ili više uzornih tipskih primjeraka). Tipski rod za ime porodične grupe je rod čije je ime koren na koji se dodaje sufiks – idae (za porodice).
Primjer: Za porodicu Hominidae (ljudi) tipski rod je Homo.

## Botanička nomenklatura
U botaničkoj nomenklaturi, fraza „tipski rod“ upotrebljava se neformalno, kao podobna podrazumevajuća odrednica.
Prema Međunarodnom kodeksu nomenklature algi, gljiva i biljaka (ICN) ova oznaka nema nikakav status. Ovaj kodeks za rang porodice uzima ime tipskog primerka, a za više rangove tipovi su opcijski. Kodeks se ne odnosi na rod koji sadrži tip "tipski rod".
Primer: Poa je tipski rod za porodicu Poaceae, a red Poales" je još jedan način da se kaže da se imena Poaceae i Poales zasnivaju se na nazivu roda Poa.